# Besleria variabilis
Besleria variabilis är en tvåhjärtbladig växtart som beskrevs av Conrad Vernon Morton. Besleria variabilis ingår i släktet Besleria och familjen Gesneriaceae. Inga underarter finns listade i Catalogue of Life.